# Église Sainte-Thérèse d'Angers
L'église Sainte-Thérèse d'Angers est un édifice religieux situé à Angers, en Maine-et-Loire. Édifiée au milieu du XIXe siècle en style néogothique, inscrite aux Monuments historiques, elle est ouverte au culte catholique.

## Localisation
L'église Sainte-Thérèse se trouve à Angers, en Maine-et-Loire, sur la place Sainte-Thérèse.

## Histoire

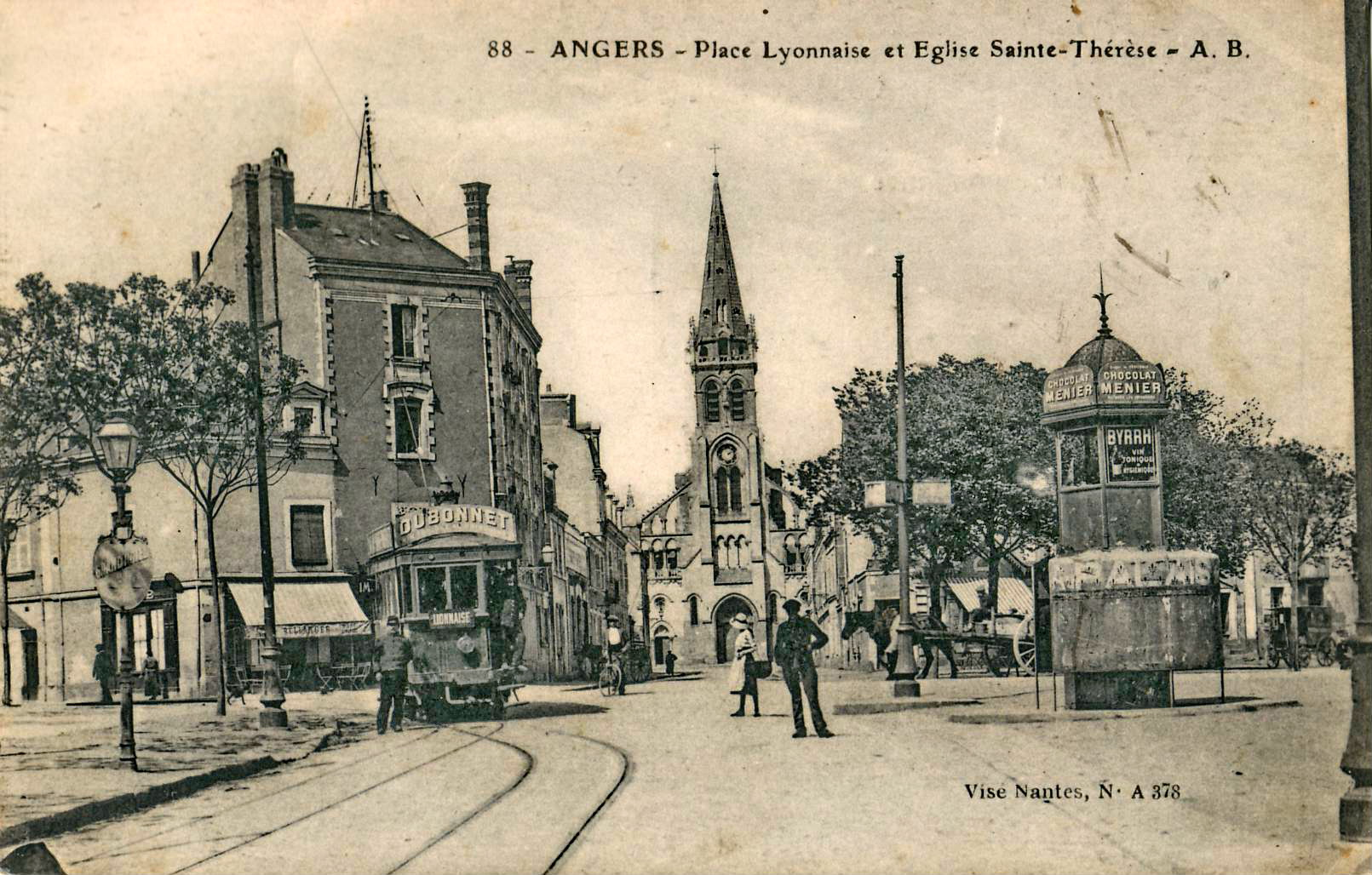
L'église Sainte-Thérèse pendant les années 1910.

Construite en 1857, cette église est due à l'architecte Alfred Tessier. Église paroissiale, elle est ouverte au culte catholique. Elle est inscrite aux Monuments historiques depuis 2006, pour la totalité de l'édifice.

## Architecture
De style néogothique, l'église est conçue selon un plan basilical. Elle comporte une nef à sept travées, un chœur à une seule travée droite, et une abside de cinq pans.  